# Mahagi (territoire)
Le territoire de Mahagi est une entité administrative déconcentrée de la province de l'Ituri en république démocratique du Congo.

## Géographie
Il s'étend au nord-est de la province, il est frontalier de l'Ouganda.

## Commune
Le territoire compte une commune rurale de moins de 80 000 électeurs.
- Mahagi, (7 conseillers municipaux)

## Chefferies
Il est composé de 8 collectivités (8 chefferies et aucun secteur), constituées de 51 groupements :  
| Subdivision   | Statut    |
| ------------- | --------- |
| Alur-Djuganda | Chefferie |
| Anghal        | Chefferie |
| Djukoth       | Chefferie |
| Mokambu       | Chefferie |
| Panduru       | Chefferie |
| Wagongo       | Chefferie |
| Walendu-Watsi | Chefferie |
| War-Palara    | Chefferie |

## Politique
À partir de juin 2007, l'administrateur du territoire de Mahagi est Émile Uzunga Alico. Son installation a eu lieu le mardi 5 juin 2007 par la commissaire de district de l'Ituri, madame Pétronele Vwaweka Rutaya.